# Tefillin

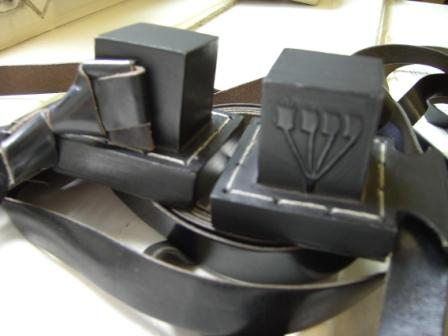
Tefillin bestehend aus Arm-(links) und Kopf-Tefillin (rechts)

Tefillin (reichsaramäisch תְּפִלִּין təfillin, neuhebräisch תפילין; Singular תפילה təfilla), deutsch auch Gebetsriemen genannt, fälschlich auch Phylakterien (altgriechisch φυλακτήριον phylaktḗrion, deutsch ‚Talisman, Amulett‘, doch handelt es sich nicht um Amulette), sind ein Paar kleine schwarze, mit Lederriemen versehene, lederne Gebetskapseln. Sie enthalten auf koscherem Pergament handgeschriebene Schriftrollen mit Texten aus der Tora, den fünf Büchern Moses. Tefillin werden von religiösen jüdischen Männern – im Reformjudentum teilweise auch von Frauen – an Werktagen beim Morgengebet (hebräisch Schacharit) getragen, keinesfalls zu nächtlicher Stunde. Der Arm-Teil liegt am Oberarm, und die Riemen werden um den Arm, die Hand und Finger gewickelt, der Kopf-Teil wird über der Stirn getragen. Das Anlegen der Tefillin dient als Mahnung, JHWHs Gebote zu beachten. Ihre Form, die Art sie zu tragen und der Inhalt der Gebetskapseln sind im Talmud festgelegt.
Der Lederriemen und seine Überkreuzungen auf der Körperoberfläche des Armes bzw. der Hand formen die hebräischen Buchstaben Schin (שׁ), Daleth (ד) und Jod (י) nach. Zusammen lassen sich die drei Buchstaben zum Wort „Schaddai“, Allmächtiger verbinden.
Dabei finden sich geringe Unterschiede innerhalb der Traditionen der verschiedenen ethno-religiösen Gruppen (Aschkenasim, Sephardim und der Jemenitischen Juden, Mizrachim). So werden die Lederriemen in sephardischer Art im Uhrzeigersinn gewickelt, hingegen nach aschkenasischer Art entgegen dem Uhrzeigersinn. Die nicht dem rabbinischen Judentum und damit dem Talmud verpflichteten Karäer verwenden keine Tefillin zum Gebet. Auch die Samaritaner (hebräisch שַמֶרִים schamerim), die sich wahrscheinlich im 4. bis 5. Jahrhundert v. Chr. von der Hauptströmung des Judentums abwandten, nutzen keine Tefillin zu ihrem Gebet.

## Wortherkunft
Das Wort hebräisch תפלה tefilah stammt vom Verb hebräisch פלל pallel, deutsch ‚richten‘ ‚einschalten‘ ‚urteilen‘ ‚hoffen‘ ab. In seinem reflexiven Gebrauch wird das Verb hebräisch לְהִתְפַּלֵּל lehitpalel, deutsch ‚beten‘ im Sinne „sich Selbst vor Gott zu richten“. Damit wird ein wahrhaftiges, spirituelles Gebet, im jüdischen Sinne, zu einer intensiven Form der Selbstreflexion. Abgeleitet aus dem Wort für ‚beten‘ (tefilah) steht das Wort ‚Tefillin‘ für den Kultgegenstand.

## Die Tefillin

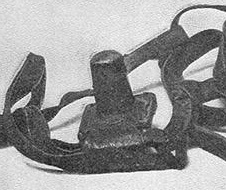
Mittelalterliche Arm-Tefillin aus der Kairo Genizah

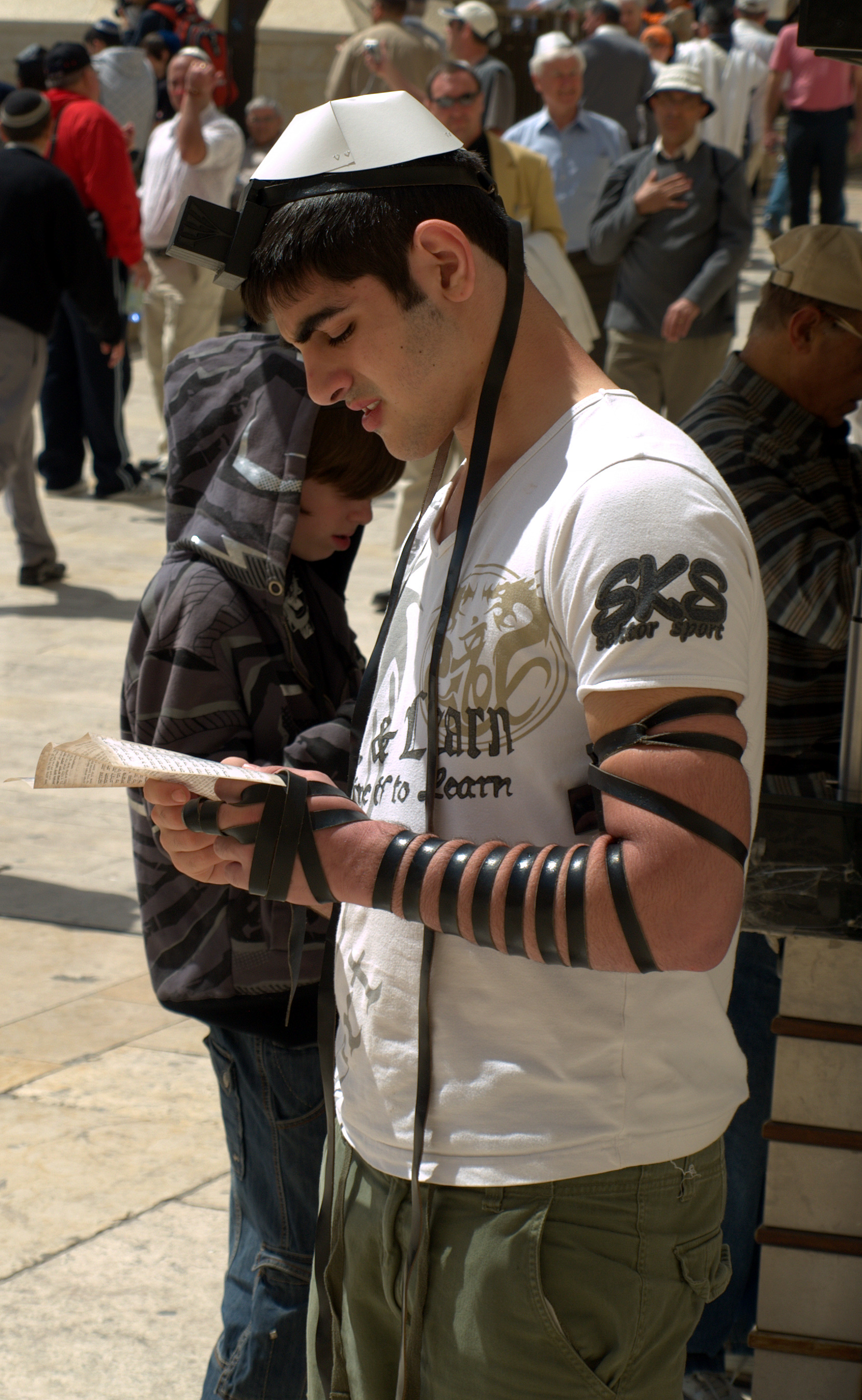
Junger Mann mit Tefillin in der Jerusalemer Altstadt nahe der Klagemauer. Seine Tefillin sind nach sefardischem Ritus gebunden.

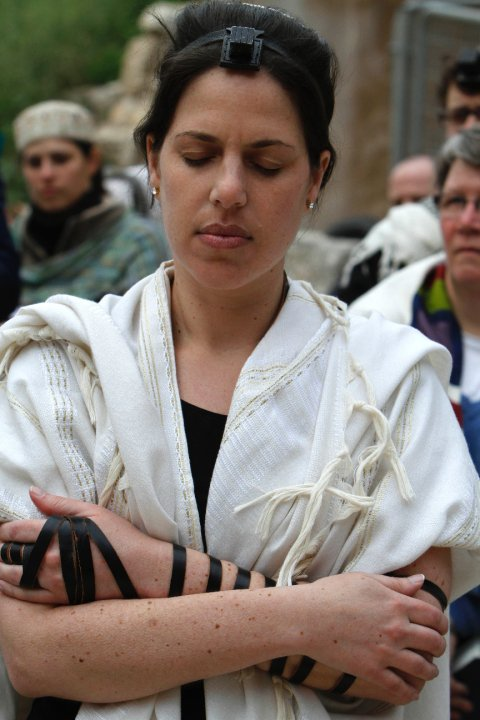
Eine betende jüdische Frau mit Tallit und Tefillin.

Tefillin bestehen aus einem Kopfteil (hebräisch תפילין של ראש tefillin schel rosch) und einem Armteil (תפילין של יד tefillin schel jad). Sie haben jeweils schwarze Lederriemen (רצועות retzu'ot) und ein schwarzes Ledergehäuse (בית bajit, pl. בתים batim), in denen sich kleine Rollen aus Pergament mit den handgeschriebenen Tora-Abschnitten:
- 2. Buch Mose (hebräisch שְׁמוֹ Schemot, deutsch ‚Namen‘) Ex 13,8–10 EU und Ex 13,11–16 EU und
- 5. Buch Mose (hebräisch דְּבָרִים Devarim, deutsch ‚Worte‘) Dt 6,4–9 EU und Dt 11,13–21 EU befinden.

Auf diese Schriften geht das Gebot (hebräisch מצוה Mitzwah) Tefillin anzulegen zurück.
Das Schma Jisrael, das jüdische Glaubensbekenntnis, sowie 5. Buch Mose 6,4–9  beinhalten die Aufforderung, „diese Worte“ als Zeichen auf Hand und Stirn zu binden, und auch an zwei weiteren Stellen im 2. Buch Mose 13,1–10  und 13,11–16  sollen sie als Zeichen am Arm und auf der Stirn dienen.

„Höre, Israel: Der Herr ist unser Gott, der Herr ist einzig. Und du sollst den Herrn, deinen Gott, lieben mit deinem ganzen Herzen und mit deiner ganzen Seele und mit deiner ganzen Kraft. Und diese Worte, die ich dir heute gebiete, sollen in deinem Herzen sein. Und du sollst sie deinen Kindern einschärfen, und du sollst davon reden, wenn du in deinem Hause sitzt und wenn du auf dem Weg gehst, wenn du dich hinlegst und wenn du aufstehst. Und du sollst sie als Zeichen auf deine Hand binden, und sie sollen als Merkzeichen zwischen deinen Augen sein, und du sollst sie auf die Pfosten deines Hauses und an deine Tore schreiben“

Diese Aufforderung wurde von der überwiegenden Mehrheit der jüdischen Bibelkommentatoren wörtlich, nicht bildlich verstanden. Im Talmud wird weitgehend festgeschrieben, wie, wann und wo Tefillin getragen oder abgelegt werden müssen, in der rabbinischen Literatur wurden die Ausführungen teilweise weiterentwickelt, wodurch sich geringfügige regionale Unterschiede entwickelt haben.
Das Tragen von Tefillin ist seit der Antike belegt und wurde bis ins Mittelalter auch von Frauen praktiziert. Seit der Neuzeit werden Tefillin nur von erwachsenen Männern (ab 13 Jahren, denn in diesem Alter wird ein gläubiger Mensch ein vollwertiges Mitglied eines Minjan) getragen, heute meist nur noch von observanten Juden der orthodoxen und konservativen Richtungen. In der Antike und im Mittelalter, möglicherweise auch in der Neuzeit, legten Frauen vereinzelt Tefillin an, und diese Tradition ist im 20. Jahrhundert von Frauen, die dem egalitären Reformjudentum angehören, wieder aufgenommen worden.
Kabbalisten glauben, dass die Tefillin für den Kopf auf die Stirn gesetzt werden, um die geistige Verbindung der Seele mit dem Schöpfer zu symbolisieren. Im Baum des Lebens ist dies Kether (Krone). Das Umwickeln der jeweils passiven Hand stehe für die Seite des Egos und des Egoismus, die durch die Tefillin gefesselt werden sollen, damit die gute Seite zu Gott aufsteigen kann.

## Das Anlegen der Tefillin und deren Verwendung

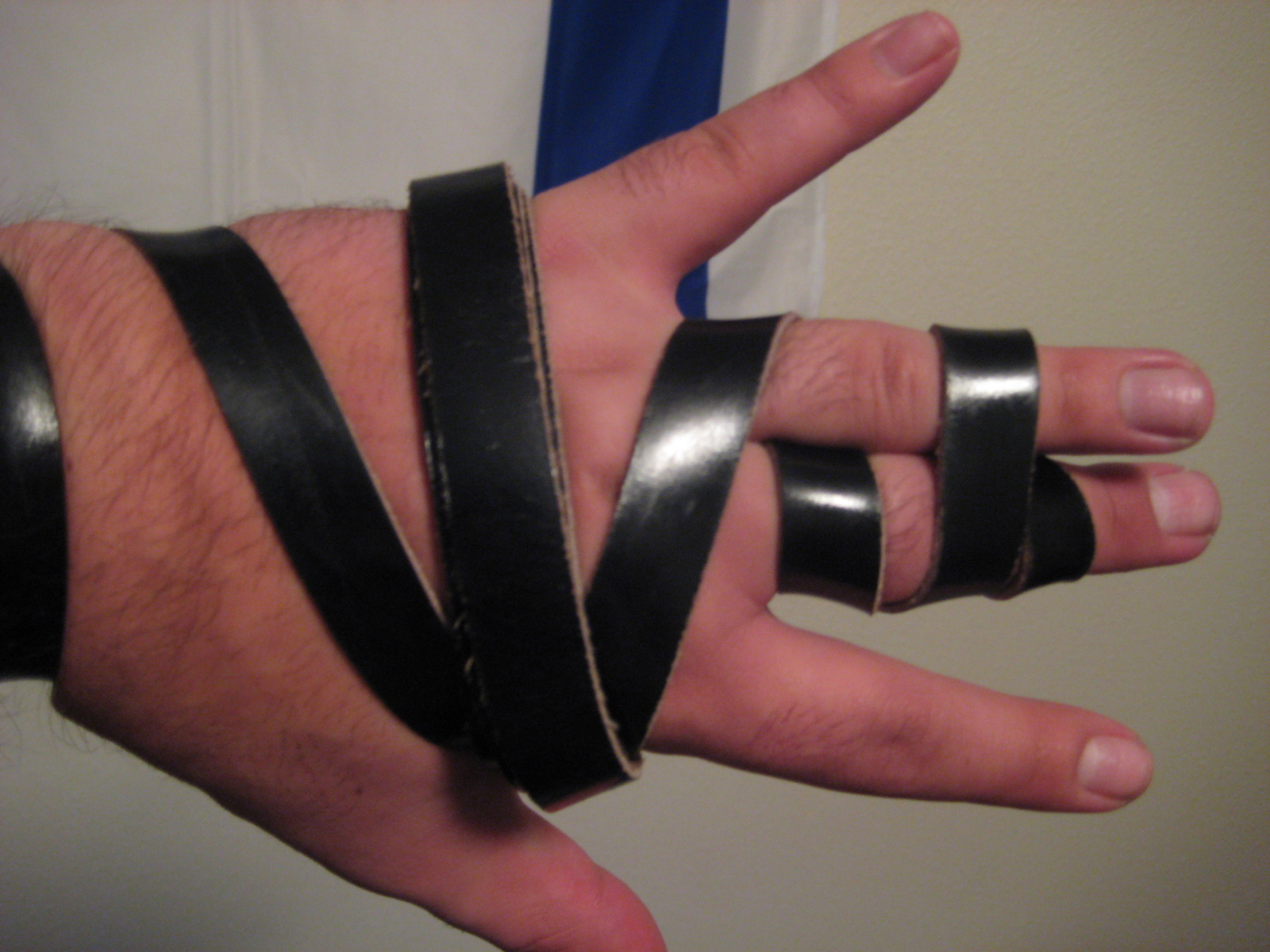
Arm-Tefillin, die zum Abschluss in Form des Buchstabens ש (Schin) um die Hand gelegt werden

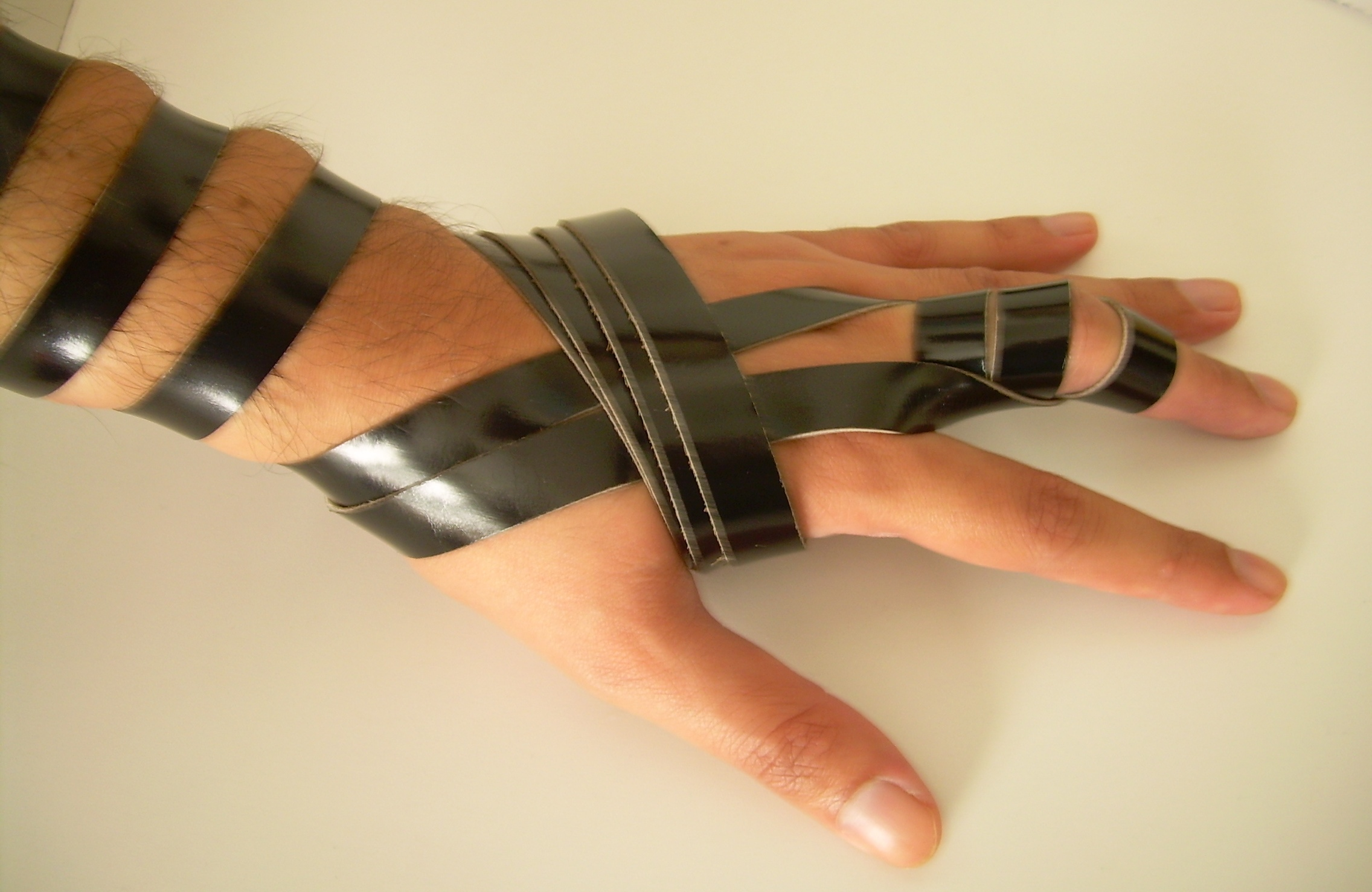
Der Abschluss shel yad mit dem hebräischen Buchstaben Shin (ש), gewunden nach sephardischer Tradition.

- Die Arm-Tefillin (hebräisch תפילין של יד tefillin shel yad) werden so angelegt, dass die Gebetskapsel auf dem Bizeps liegt, und die Riemen werden siebenmal um den „schwächeren“ Arm und dann um die Hand gelegt. Rechtshänder tragen die Hand-Tefillin am linken Arm, Linkshänder am rechten Arm.[14][15]
- Die Kopf-Tefillin (hebräisch תפילין של ראש tefillin shel rosh) werden mit einem Lederriemen über der Stirn gehalten und am Hinterkopf mit einem Knoten befestigt; die zwei Riemenenden werden über die Schulter hängend nach vorn getragen.[16]

Die Gebetskapsel der Kopf-Tefillin trägt den hebräischen Buchstaben Schin (ש), für „Schaddai (hebräisch שדי)“, deutsch Allmächtiger, bei den Hand-Tefillin wird das Wort שדי (Schaddai) aus den Riemen gebildet.
Bevor die Armtefillin siebenmal gewickelt worden sind, wird ein erster Segensspruch ausgesprochen: „Baruch ata adonaj, elohénu mélech ha-olam, ascher kideschánu bemizwotaw, weziwánu lehaní-ach tefilin.“ Übersetzt bedeutet dieser: „Gesegnet seist Du, Ewiger, unser Gott, König der Welt, der uns durch Seine Gebote geheiligt und uns befohlen hat, den Tefillin anzulegen.“
Die Tefillin dürfen nicht zwischen dem Tod (מיתה Mita) und der Beerdigung (קְבוּרָה Kevura) eines engen Familienangehörigen getragen werden, denn es wäre ein Widerspruch, spirituelle Hingabe und damit Freude in der Zeit der Trauer zu zeigen. Auch am Schabbat und anderen Festtagen werden sie nicht angelegt.
Ein korrekt ausgeführtes Gebetsritual nimmt drei wesentliche Gebetsattribute in seinen Bestand, hierzu gehören neben den Tefillin noch eine Kippa (Kopfbedeckung) und ein Tallit (Gebetsschal mit den sogenannten Schaufäden, Zizit), etwa während des Morgengebets – zum Mittags- und Abendgebet trägt nur der Chasan einen Tallit.
Lau (1988) sieht die Pflicht, sich mit einem Tallit zu umhüllen, vorrangig vor dem Anlegen der Tefillin; er führt hierzu den halachischen Grundsatz an, dass wenn etwas häufig im Vergleich zum weniger Häufigen getan wird, das sich oft Wiederholende Vorrang habe. Da am Schabbat und Feiertagen keine Tefillin angelegt werden, das Umhüllen mit dem Zizit jedoch tägliche Pflicht sei, erhielte auch das Einhüllen in dem Tallit Vorrangigkeit.

## Ursprünge der Tefillin
Der Brauch, ein Zeichen der Zugehörigkeit zur Gottheit an der Stirn zu tragen, lässt sich auf spätbronzezeitlichen Terrakotten und Terrakottaformen aus Kamid el-Loz und Samaria nachweisen, sowie auf eisenzeitlichen Elfenbeinschnitzereien aus Nordsyrien. Auf dem Kopf der Dienerinnen der Göttin, die meistens als Frau im Fenster dargestellt werden, hat es die Form eines Taw (X), die weibliche Wortendung im Semitischen.
In der Hebräischen Bibel (Tanach) kommt das Wort ‚Tefillin‘ nicht vor. Es ist von ט(ו)טפת ṭ[o]ṭafot, ‚Phylakterien‘ (Amulett, Schmuck, Gehänge), an der Stirn die Rede (Ex 13,16 ; Dtn 6,8 ; 11,18 ) oder von „Erinnerungsmal zwischen den Augen“ (Ex 13,9 ), ferner von „Zeichen an der Hand“ (Ex 13,9 ; 13,16 ; Dtn 6,8 ; 11,18 ).
Die älteste literarische Bekundung von Mesusa und Tefillin findet sich – ohne dass diese termini technici verwendet werden – im griechisch geschriebenen Aristeasbrief (158-59; 2. Jh. v. Chr.): „Gleicherweise hat er (Mose) uns befohlen, an den Toren und Türen die Worte anzubringen, damit sie an Gott erinnerten; er befiehlt auch ausdrücklich, dieses Zeichen um die (Unter-)Arme zu heften, indem er damit deutlich anzeigt, dass jede Handlung gerecht ausgeführt werden muss…“
Die ältesten erhaltenen Tefillin stammen aus den Höhlen 1, 4 und 8 bei Qumran am Toten Meer, sowie aus dem Antikenhandel. Sie werden um das Jahr 0 datiert. Einige enthalten Passagen aus dem Dekalog. Sie entsprechen noch nicht genau der rabbinischen Vorschrift. Dies trifft erstmals für zwei Blättchen einer Kopftefilla zu, die im Nachal Zeʾelim gefunden wurden und in die Zeit des Bar-Kochba-Aufstandes datieren.

## Herstellung der Tefillin
Die Tefillin bestehen im Wesentlichen aus zwei ledernen Schachteln, die Pergamente mit einem hebräischen Text enthalten, und den Lederriemen. Sowohl das Leder als auch das Pergament müssen von rituell reinen Tieren stammen. Die Gebetskapseln von Kopf- und Arm-Tefillin unterscheiden sich dadurch, dass bei den Arm-Tefillin (Tefillin Shel Yad) alle vier Abschnitte auf einem Pergament und in einer Kammer untergebracht sind, während in den Kopf-Tefillin (Tefillin Shel Rosh) vier Pergamentrollen, mit je einem Tora-Abschnitt, in vier getrennte Kammern eingelegt werden. Seit dem Mittelalter geschieht dies in beiden Tefillin in der Regel in der biblischen Reihenfolge. Die verwendete hebräische Schrift ist die gleiche wie diejenige, die für Torarollen verwendet wird.
Die Hauptschachtel Bajit (בית), die die Tefillinrollen enthält, wird als Ketzitzah (קציצה) bezeichnet; sie ist kubisch. Darunter befindet sich eine breitere Basis, die Titura (תיתורא) genannt wird. Auf der Rückseite der Titura befindet sich eine Lasche, Ma'avarta (מעברתא), durch die der Tefillin-Riemen gezogen wird, um die Tefillin an Ort und Stelle zu binden.
Historisch gesehen waren die Tefilla entweder zylindrisch oder würfelförmig; die zylindrische Form wurde im Laufe der Zeit aber obsolet. Die ledernen Schachteln werden aus einem einzigen Stück reiner Tierhaut gefertigt, deren Sockel eine Öffnung für ein Fach zur Aufnahme der Pergamentrollen bilden. In den kubischen Behälter der Kopf-Tefillin ist der hebräische Buchstabe Schin (ש) eingearbeitet; kabbalistisch (Gematrie) entspricht schin (ש) dem Zahlenwert 300, stehend für 300 Tage des Jahres für die Verwendung der Tefilla.

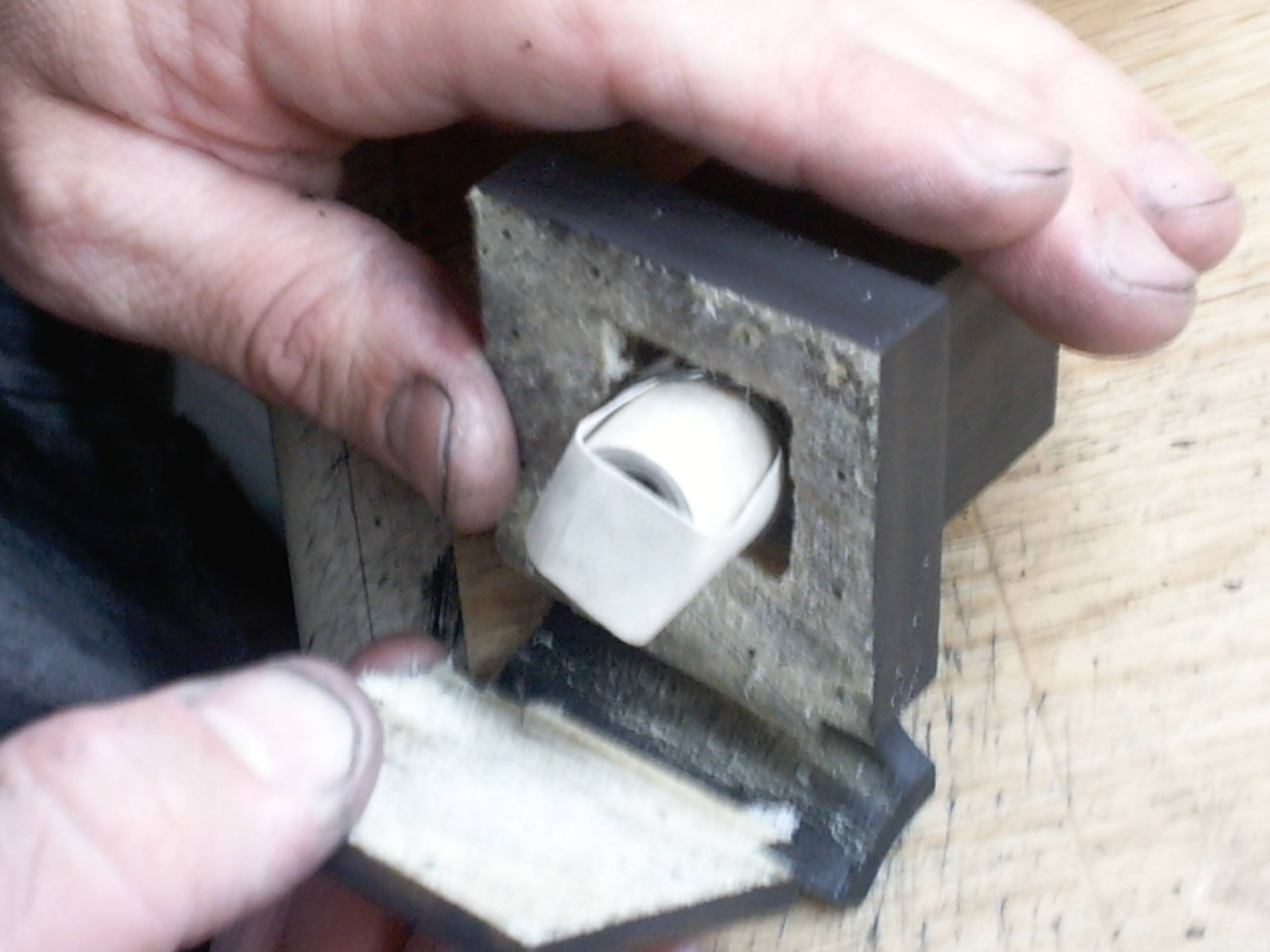
Eine einzige Schriftrolle in den Arm-Tefillin; die Titura (תיתורא) ist von der Bajit (בית) abgenommen worden. Der Blick geht auf das Pergament, Klaf, Qelaf (קָלַף)

Die Tefillin werden in unterschiedlichen Qualitätsstufen hergestellt. Die einfachste Form, Peshutim (תפילין פשטים „einfach“) genannt, wird aus mehreren Stücken Pergament hergestellt, um die Innenwände der Kopf-Tefillin zu bilden. Die höherwertigen Tefillin, namentlich Dakkot (תפילין דכות „dünn“), werden durch Dehnen eines dünnen Stück Leders hergestellt, die angestrebte quadratische Tefillinform entsteht durch Falten und Kleben des Leders. Für die haltbareren Gassot (תפילין גזוט „dick“) werden beide aus einem einzigen Stück Tierhaut gefertigt, hierzu wird das Leder auf Metallplatten gespannt und unter sehr hohem Druck gefaltet bzw. gepresst, um so die quadratische Tefillinform zu bilden.
Die auf Pergament (hebräisch קָלַף Klaf, Qelaf) geschriebenen (vier) Torazeilen, Parshiot (פרשיות), für die vier Kammern im inneren der Tefillin werden jeweils in Stoff eingerollt und mit dem Haar eines koscheren Tieres umwickelt. Geschrieben wird mit einem Feder- oder Bambuskiel und schwarzer Tinte von einem Sofer (סֹפֵר), einem Schreiber für heilige Schriftrollen. Wichtig beim Schreiben ist die Kawwana (כוונה), die spirituelle Absicht bei der Erschaffung eines „geheiligten Objekts“ wie den Tefillin. Die Pergamente, die sich in einem Satz Tefillin befinden, müssen von einem qualifizierten Sofer oder Ritualschreiber geschrieben worden sein. Dieser Sofer sollte einen vorbildlichen Charakter haben, religiös gläubig und mit den Gesetzen der Sofrut, der jüdischen Kalligraphie, vertraut sein.
In den Arm-/Handtefillin befindet sich ein beschriebenes Pergament mit vier Tora-Zitaten in einer einzigen Kammer, in den Kopf-Tefillin vier Pergamente, ebenfalls mit vier Tora-Zitaten, verteilt auf die vier Kammern.
Die Tefillin müssen mit Sehnen von koscheren Tieren zusammengenäht sein. Sie sind dabei mit zwölf Nadelstichen, die an die zwölf Stämme Israels erinnern sollen, vernäht. Die Schachtel und Riemen müssen schwarz gefärbt sein.
Die Kopf-Tefillin haben eine große und feste Schlaufe für den Kopf, die Handteffilin eine kleinere und verstellbare Schlaufe für den Oberarm (Bizeps). Das Leder wird mit Mineralsalzen gegerbt, in die richtige Form gezogen und dann mit einer Presse in Form gebracht bzw. gehalten. Es folgen vielfache Färbungsabschnitte, die die schwarze Farbe richtig einziehen lassen. Die Herstellung der Tefillin wird unter der sorgfältigen Prüfung von Rabbinern vollzogen und dauert bis zu einem Jahr.
Die Bemaßung der „Standard“-Tefillin beträgt für die Kopfschachteln zwischen 3,1 und 3,6 cm. Größere Abmessungen der ledernen Schachteln werden typischerweise von den Mitgliedern der Chabad Chassidim bevorzugt, hier liegen die Kantenlängen des Würfel bei 4 cm. Aber auch schmälere Würfel werden verwendet, sie finden sich in der sephardischen Tradition. So verwendeten etwa Rabbi Schlomo Jizchaki, genannt Raschi, oder Rabbi Jacob ben Meir Tam, genannt Rabbenu Tam, Tefillin in typischer Größe von 2,0 bis 2,2 cm Kantenlängen; auch kleinere Abmessungen sind bekannt.
Zur Breite der Bänder ist zu sagen, dass sie Anlass zu einer Reihe von Diskussionen gaben; allgemein wird als Mindestbreite der Tefillinbänder die Breite einer Gerstenähre zugrunde gelegt, was ungefähr einem Zentimeter entspricht. Nach Mosche ben Maimon soll der lederne Riemen ungefähr die Hälfte der Breite eines durchschnittlichen erwachsenen männlichen Daumens messen. Da viele Autoritäten schreiben, dass das halachische Maß eines Daumens 2,5 cm beträgt, würde dies einem Wert von 12,5 mm oder rund 1,3 cm entsprechen.
Nach halachischer Bestimmung   sollten die Armtefillin so lang sein, dass es einmal um den Bizeps, siebenmal um den Unterarm und einmal um die Hand (Fingerwicklung) gewickelt werden kann. Damit ergeben sich als übliche Längen, von ca. 350 bis 450 cm, um ein bequemes Wickeln zu ermöglichen.

## Abgelegte Tefillin
Mit dem Begriff ‚Geniza‘, hebräisch גניזה gənīzā, im Plural genizot, wird ein Ort beschrieben, der als Depot oder (Zwischen-)Speicher verwendet wird, um verbrauchte jüdische liturgische Schriften, insbesondere Torarollen, aufzubewahren, um sie später auf einem Friedhof zu begraben. Die Lagerstätten oder Abstellkammern für gebrauchte religiöse Schriften – es sind benutzte Texte, die den Gottesnamen enthalten – befinden sich zumeist in unmittelbarer Nähe oder an einer Synagoge, z. B. auf dem Dachboden der Synagoge. Heilige, den Gottesnamen enthaltene, handgeschriebene Schriften und konsekrierte Kultgegenstände, wie die Tefillin (gelegentlich auch Tallit und Kippa), dürfen nach dem jüdischen Religionsgesetz nicht einfach weggeworfen werden. Denn in je einem Kästchen befinden sich auf Pergament vier handgeschriebene Texte aus der Tora. Funde solcher Art haben eine große wissenschaftliche Bedeutung.

## Rezensionen
Im Matthäusevangelium wird die Absicht der Pharisäer und Schriftgelehrten kritisiert, mit den Tefillin zu protzen (Mt 23,5 ): „Sie machen ihre Amulette (phylaktêria) breit.“ Demgegenüber kommt der gleichzeitig lebende jüdische Historiker Flavius Josephus zum Schluss, dass es gerade die Aufgabe der Tefillin ist, die größten Wohltaten Gottes so zur Schau zu stellen (Ant. IV 212-13): „Und alles, was Gottes Macht und sein Wohlwollen gegen sie zeigen kann, davon sollen sie an Kopf und Arm geschrieben tragen, so dass man von allen Seiten die Sorge sehen kann, mit der sie Gott umgibt.“ Primär waren die Tefillin aber ein Zeichen der Verbundenheit mit der Gottheit und ein Erinnerungsmal für ihre Heilstaten.